# Tiszavirág (film)
A Tiszavirág 1939-ben bemutatott magyar filmvígjáték Bolváry Géza rendezésében, Tolnay Klári főszereplésével. Zwischen Strom und Steppe címmel német változat is készült a filmből. A szokványos 100–200 ezer pengős költségek helyett a Tiszavirág óriási, 800 ezer pengős költséggel készült.

## Történet
Egy természetimádó vándor a Tisza-partra vetődik és itt két lány, egy halászlány és egy cigánylány szerelmes lesz beléje. A két lány szerelméből sok-sok izgalmas jelenet adódik. A film végére a bonyodalmak elsimulnak és a vándor a halásztanyán marad boldog szerelmesével, a halászlánnyal.

## Szereplők
- Julis	– Tolnay Klári
- Péter	– Lehotay Árpád
- Ágnes	– Ölvedy Zsóka[1]
- Sándor – Juhász József
- István – Kelemen Lajos

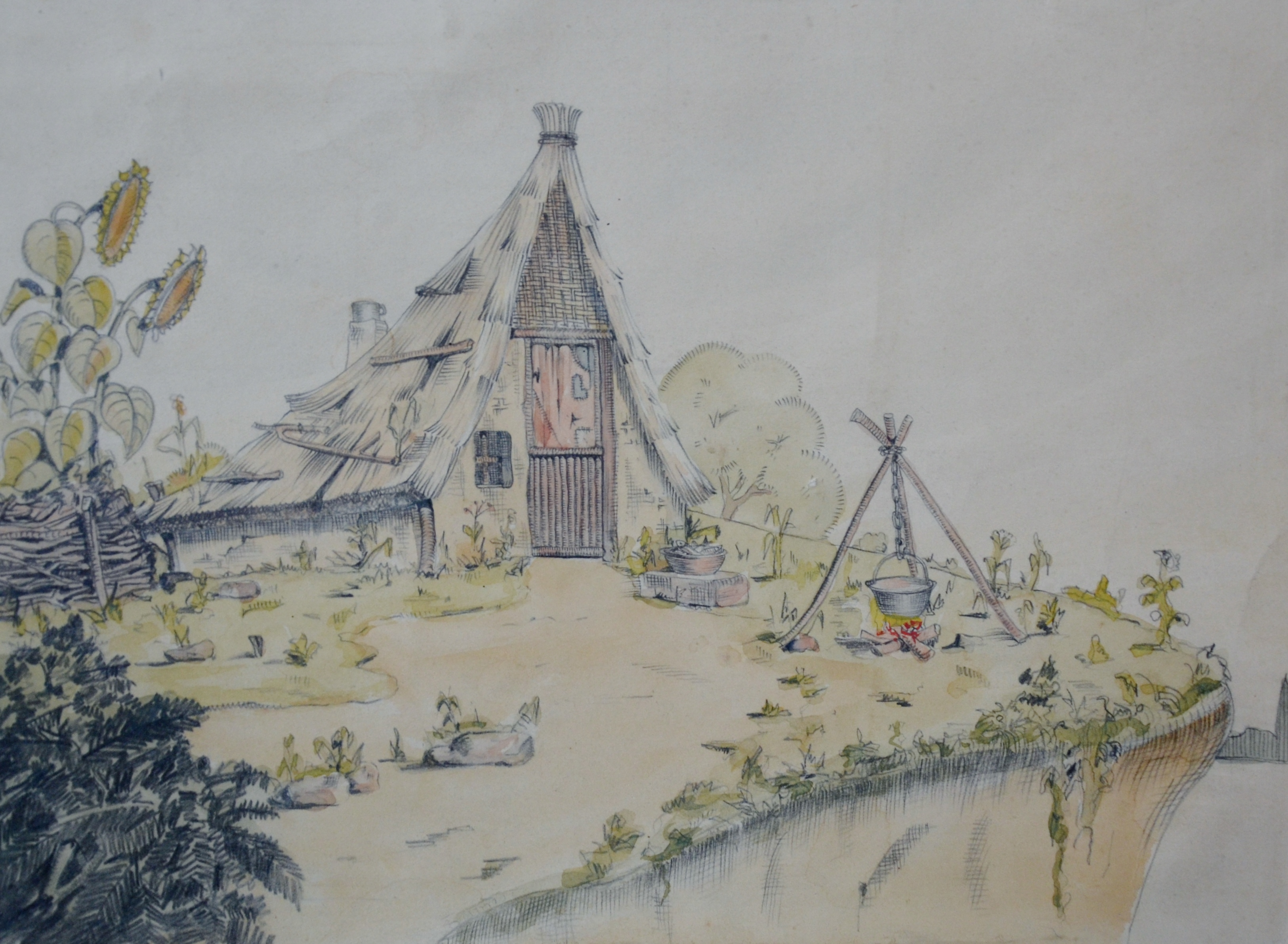
Sőrés Imre díszletterve

- halászok – Rózsahegyi Kálmán, Bársony István, Szécsi Ferenc
- cigánylány – Simó Margit
- cigány legény	– Greguss Zoltán
- Veronika – Dajbukát Ilona
- kocsmáros – Hosszú Zoltán
- Balogh jegyző	– Köpeczi-Boócz Lajos
- cigány asszony – Gobbi Hilda
- lovas pásztor	– Gonda György
- falusi orvos – Vándory Gusztáv
- ostort vásárló paraszt – Pethes Ferenc
- halász felesége – Simon Marcsa
- öreg koldus – Vendrey Ferenc
- Kőszegi Ferenc, Újváry Lajos, Bántó Jenő